# Piotr Tadeusz Frąckiewicz
Piotr Tadeusz Frąckiewicz herbu Ślepowron – podstoli piński, podstarości piński w 1764 roku.
Był posłem powiatu pińskiego na sejm konwokacyjny 1764 roku. Elektor Stanisława Augusta Poniatowskiego z województwa mścisławskiego. 